# Ali Hasan Salama
Ali Hasan Salama (arab.: علي حسن سلامة, ʿAlī Ḥasan Salāmah, hebr.: עלי חסן סלאמה; ur. 1940 w Kuli, zm. 22 stycznia 1979 w Bejrucie) – dowódca (pod nazwiskiem Abu Hasan) organizacji Czarny Wrzesień odpowiedzialnej m.in. za zamordowanie 11 izraelskich sportowców w czasie Letnich Igrzysk Olimpijskich w Monachium (1972). Był także założycielem organizacji Brygada 17.

## Życiorys
Salama urodził się w palestyńskim mieście Kula, w zamożnej rodzinie. Był synem Hasana Salamy, który został zabity w I wojnie izraelsko-arabskiej w 1948, na północ od miasta Jaffa. Salama uczył się w młodości w Niemczech; uważa się także, że przebył trening militarny w Moskwie i Kairze.
Po zorganizowaniu zabójstwa izraelskich sportowców na olimpiadzie w Monachium w 1972, został wytropiony i zlikwidowany przez izraelskie służby specjalne w 1979, w ramach operacji Gniew Boży.

## Śmierć
Salama zginął 22 stycznia 1979 w zamachu bombowym w Bejrucie. Razem z nim zginęło dodatkowo 8 osób, w tym czterech członków osobistej obstawy Salamy oraz czterech przypadkowych ludzi. Istnieją przypuszczenia, że Mosad wynajął do pomocy przy dokonaniu zamachu Erikę Chambers, obywatelkę Wielkiej Brytanii, która poznawszy dzienny rozkład dnia Salamy, zaaranżowała podłożenie bomby na trasie jego przejazdu.